# Fendlerella
Fendlerella es un género  perteneciente a la familia Hydrangeaceae. Es originario de Estados Unidos y México.  Comprende 4 especies descritas y de estas, solo  3 aceptadas.

## Descripción
Son arbustos que alcanzan lo 80 cm de altura. El tallo es blanquecino con descamación fina en forma de hojas o tiras. Las hojas son caducifolias, coriáceas , ± sésiles. Las inflorescencias se producen en forma de cimas terminales agrupadas. Las flores son inodoras con 5 sépalos y 5 pétalos, de color blanco. Las semillas son fusiformes de color rojo-marrón.

## Taxonomía
El género fue descrito por Edward Lee Greene & Amos Arthur Heller  y publicado en Bulletin of the Torrey Botanical Club  25(12): 626 en el año 1898.
Etimología
El nombre del género fue otorgado en honor de August Fendler, colector de plantas medicinales , (1813-1883).

## Especies aceptadas
A continuación se brinda un listado de las especies del género Fendlerella aceptadas hasta mayo de 2014, ordenadas alfabéticamente. Para cada una se indica el nombre binomial seguido del autor, abreviado según las convenciones y usos. 
- Fendlerella lasiopetala Standl.
- Fendlerella mexicana Brandegee
- Fendlerella utahensis (S.Watson) A.Heller